# Andrena breviceps
Andrena breviceps (лат.) — вид пчёл рода Andrena из семейства Andrenidae. Африка: Марокко. Название происходит от сочетания двух слов, brevi (короткий) + ceps (голова), что было выбрано из-за особенно короткой и широкой головы этого вида, даже в пределах подрода Poliandrena.

## Описание
Длина менее 1 см. Andrena breviceps это мелкий вид относительно остальных представителей подрода Poliandrena, сравнимый по размеру с marsae Schmiedeknecht, 1900 и laurivora Warncke, 1974, двумя самыми маленькими Poliandrena, но A. breviceps может быть легко отличима от них по цвету тергитов, которые темно-коричневые (красные у A. marsae, темные металлические зелено-голубые у A. laurivora) и скульптуре скутума, который блестящий и (относительно Poliandrena) редко пунктированный, пунктуры разделены 2—3 своими диаметрами (разделены менее чем ½ диаметра у A. marsae и одним диаметром пунктуры у A. laurivora, нижележащий интегумент шагреневый, с металлическим блеском). Он также похож на более крупного A. relata Warncke, 1967, который недавно зарегистрирован для Марокко из-за сходства темных тергитов и общего вида. Тем не менее, его также можно отделить, используя тот же характер пунктировки скутума (у A. relata пунктуры плотные сбоку, в центре разделены максимум двумя диаметрами пунктуры), а также по наличнику, где у A. breviceps есть центральная продольная пунктированная линия, которой нет у A. relata. В целом, блестящий и относительно редко пунктированный скутум в сочетании с небольшим размером позволяет отделить его от других Poliandrena из Северной Африки.
Подрод Poliandrena Warncke, 1968 в настоящее время неудовлетворительно очерчен и, вероятно, будет разделен в будущем, поскольку было показано, что он является сильно полифилетичным (Pisanty et al. 2020). Он преимущественно содержит средиземноморские виды, у которых голова короткая и широкая, короткие лицевые ямки, сильно пунктированные метасомы и часто демонстрирует проподеальный треугольник, который определяется внешним килем и внутренней шероховатостью (но не сотовидно-ареолярный). Таким образом, представители Poliandrena часто распознаются по их сходству друг с другом, а не по одному признаку как таковому, другими словами, это таксон «мусорной корзины».